# Dulliken
Dulliken ist eine politische Gemeinde im Bezirk Olten des Kantons Solothurn in der Schweiz.

## Geographie

Luftbild (1968)

Dulliken liegt auf 394 m ü. M., 3 km östlich des Bezirkshauptortes Olten (Luftlinie). Das Dorf erstreckt sich auf der Hochterrasse am südlichen Rand der Aareniederung, am Fuss der Engelbergkette, am Jurasüdfuss im Solothurner Niederamt.
Die Fläche des 6,22 km² grossen Gemeindegebiets umfasst einen Abschnitt des Aaretals östlich von Olten im östlichen Solothurner Mittelland. Die nördliche Gemeindegrenze verläuft teils entlang des Flusslaufs der Aare, teils auf der südlich angrenzenden Niederterrasse. Von hier erstreckt sich der Gemeindeboden südwärts über die rund 800 m breite Schotterterrasse von Dulliken und auf die Antiklinale des Engelberges, der eine dem Jura vorgelagerte Falte südlich des Aarelaufs darstellt. Die gesamte Hochfläche des Engelberges gehört zu Dulliken, die südliche Grenze liegt an der Kante zum Steilabfall gegen das Safenwiler Tal. Der tiefste Punkt der Gemeinde liegt an der Aare auf 386 m ü. M., während sich die höchste Erhebung mit 702 m ü. M. auf dem Kamm des Engelberges befindet. Von der Gemeindefläche entfielen 1997 25 % auf Siedlungen, 35 % auf Wald und Gehölze, 39 % auf Landwirtschaft und etwas weniger als 1 % war unproduktives Land.
Zu Dulliken gehören der ehemalige Weiler (später zum Wohnquartier ausgebaut) Leimgruben (448 m ü. M.) leicht erhöht am unteren Nordhang des Engelberges und der Weiler Engelberg (670 m ü. M.) auf der Hochfläche des gleichnamigen Berges. Hingegen ist das südlich der Aare gelegene Schachen Teil der Gemeinde Obergösgen. Nachbargemeinden von Dulliken sind Starrkirch-Wil, Olten, Winznau, Obergösgen, Däniken und Walterswil im Kanton Solothurn sowie Oftringen im Kanton Aargau. Das Siedlungsgebiet von Dulliken ist inzwischen lückenlos mit demjenigen von Starrkirch-Wil zusammengewachsen.

## Bevölkerung
Mit 5396 Einwohnern (Stand 31. Dezember 2023) gehört Dulliken zu den mittelgrossen Gemeinden des Kantons Solothurn. Von den Bewohnern sind 79,2 % deutschsprachig, 9,2 % italienischsprachig und 4,0 % sprechen Türkisch (Stand 2000). Die Bevölkerungszahl von Dulliken belief sich 1850 auf 671 Einwohner, 1900 auf 828 Einwohner. Im Verlauf des 20. Jahrhunderts stieg die Bevölkerungszahl bis 1970 auf 4526 Personen an, wobei besonders grosse Zuwachsraten in den 1950er und 1960er Jahren registriert wurden. Seit 1970 wurden nur noch geringe Bevölkerungsschwankungen verzeichnet.

## Söhne und Töchter der Gemeinde
- Peter V. Kunz (* 1965), Wirtschaftsrechtler und ehemaliger Politiker

## Wirtschaft
Dulliken war bis in das 20. Jahrhundert hinein ein vorwiegend durch die Landwirtschaft geprägtes Dorf. Seit der ersten Hälfte des 20. Jahrhunderts siedelten sich zusehends Betriebe der Schuhindustrie, des Metallbaus und des Baugewerbes an.
Heute haben der Ackerbau, die Viehzucht und die Forstwirtschaft nur noch einen marginalen Stellenwert in der Erwerbsstruktur der Bevölkerung. Zahlreiche weitere Arbeitsplätze sind im industriellen Sektor und im Dienstleistungssektor vorhanden. Grössere Gewerbe- und Industriezonen befinden sich in der Ebene zwischen der Bahnlinie und der Aare. In der Gemeinde sind heute verschiedene Betriebe des Bau- und Transportgewerbes, des Maschinenbaus, des Metallbaus, des Karosseriebaus, der Elektrobranche, der Werbebranche, der Holzverarbeitung, der elektronischen Industrie, feinmechanische Werkstätten und Handelsfirmen vertreten. Östlich des Dorfes wird eine Kiesgrube ausgebeutet.
Dulliken ist seit 1979 Standort eines regionalen Alters- und Pflegeheims. Von 1968 bis 2001 befand sich das Bildungszentrum Franziskushaus des schweizerischen Kapuzinerordens in der Gemeinde. In den letzten Jahrzehnten hat sich das Dorf zu einer Wohngemeinde entwickelt. Viele Erwerbstätige sind deshalb Wegpendler, die hauptsächlich in den Regionen Olten und Aarau arbeiten.

## Verkehr
Die Gemeinde ist verkehrstechnisch gut erschlossen. Sie liegt an der Hauptstrasse 5 von Olten nach Aarau. Der nächste Anschluss an die Autobahn A1 (Bern-Zürich) befindet sich rund 8 km vom Ortskern entfernt. Am 9. Juni 1856 wurde die Eisenbahnlinie von Olten nach Aarau in Betrieb genommen. Der Bahnhof Dulliken wurde aber erst 1899 eingerichtet. Für die Feinverteilung im öffentlichen Verkehr sorgen die Autobuslinien des BOGG (Busbetrieb Olten Gösgen Gäu), welche die Strecken von Trimbach via Olten nach Dulliken und von Dulliken nach Obergösgen bedienen.

## Geschichte
Das Gemeindegebiet von Dulliken war schon sehr früh besiedelt. So fand man Siedlungsspuren aus dem Neolithikum auf dem Engelberg sowie Überreste eines römischen Gutshofs auf dem Wilberg, der vermutlich bei den Einfällen der Alemannen um 260 nach Christus zerstört worden war.
Die erste urkundliche Erwähnung des Ortes erfolgte im Jahr 893 unter dem Namen Tullinchoua, 924 als Tullinchova. Später erschienen die Bezeichnungen Tullichon (1173), Tullikon (1294), Tullenkon (1317), Tulliken (1412) und Dullicken (1525). Der Ortsname geht auf den althochdeutschen Personennamen Tullo zurück. Mit der Namensendung -iken (eigentlich ein Zusammenzug von -igkofen) bedeutet er so viel wie bei den Höfen der Leute des Tullo, wobei so genannte Aussiedlerhöfe gemeint sind.
Im Mittelalter war Dulliken zunächst Teil des Werderamtes im Buchsgau, danach kam die niedere Gerichtsbarkeit an das Stift Schönenwerd. Später unterstand das Dorf den Freiherren von Gösgen-Falkenstein, bevor es 1458 von Solothurn erworben wurde. Dulliken wurde dabei der Vogtei Gösgen einverleibt und 1627 dem neu gegründeten Schultheissenamt Olten zugeordnet. Nach dem Zusammenbruch des Ancien Régime (1798) gehörte Dulliken während der Helvetik zum Verwaltungsbezirk Solothurn und ab 1803 zum Bezirk Olten.
Während des 19. Jahrhunderts war Dulliken eine arme Gemeinde. Die Bewohner gingen teils nach Olten, teils nach Schönenwerd (Schuhfabrik Bally) zur Arbeit. In Dulliken setzte die Industrialisierung erst nach 1930 mit der Gründung einer Radiatorenfabrik und der Schuhfabrik Hug & Co. AG ein, die lange Zeit der wichtigste Arbeitgeber des Dorfes war. Von der wirtschaftlichen Krise während der 1970er Jahre war Dulliken stark betroffen, denn es gingen zahlreiche Arbeitsplätze verloren. Seither hat sich die Industrie diversifiziert und neue Unternehmen verschiedener Branchen haben sich in der Gemeinde niedergelassen.
Kirchlich war Dulliken der Pfarrei Starrkirch angeschlossen. Es besass aber mit der Sankt-Nikolaus-Kapelle seit dem Mittelalter ein eigenes Gotteshaus, das jedoch 1887 abgerissen wurde. Der Kulturkampf führte 1872 zur Aufspaltung der katholischen Gemeinde Starrkirch-Dulliken in eine christkatholische und eine römisch-katholische Kirchgemeinde. Die Christkatholiken besuchen den Gottesdienst weiterhin in Starrkirch. Für die Bewohner der römisch-katholischen Glaubensrichtung wurde 1876 die Kirche Sankt Wendelin in Dulliken eingeweiht, die 1972 durch einen modernen Neubau ersetzt wurde. Die reformierte Zwinglikirche wurde 1961 eingeweiht.

## Sehenswürdigkeiten
Auf dem Engelberg steht ein 1974 in Stahlfachwerkbauweise errichteter, 110,6 Meter hoher Sendeturm.

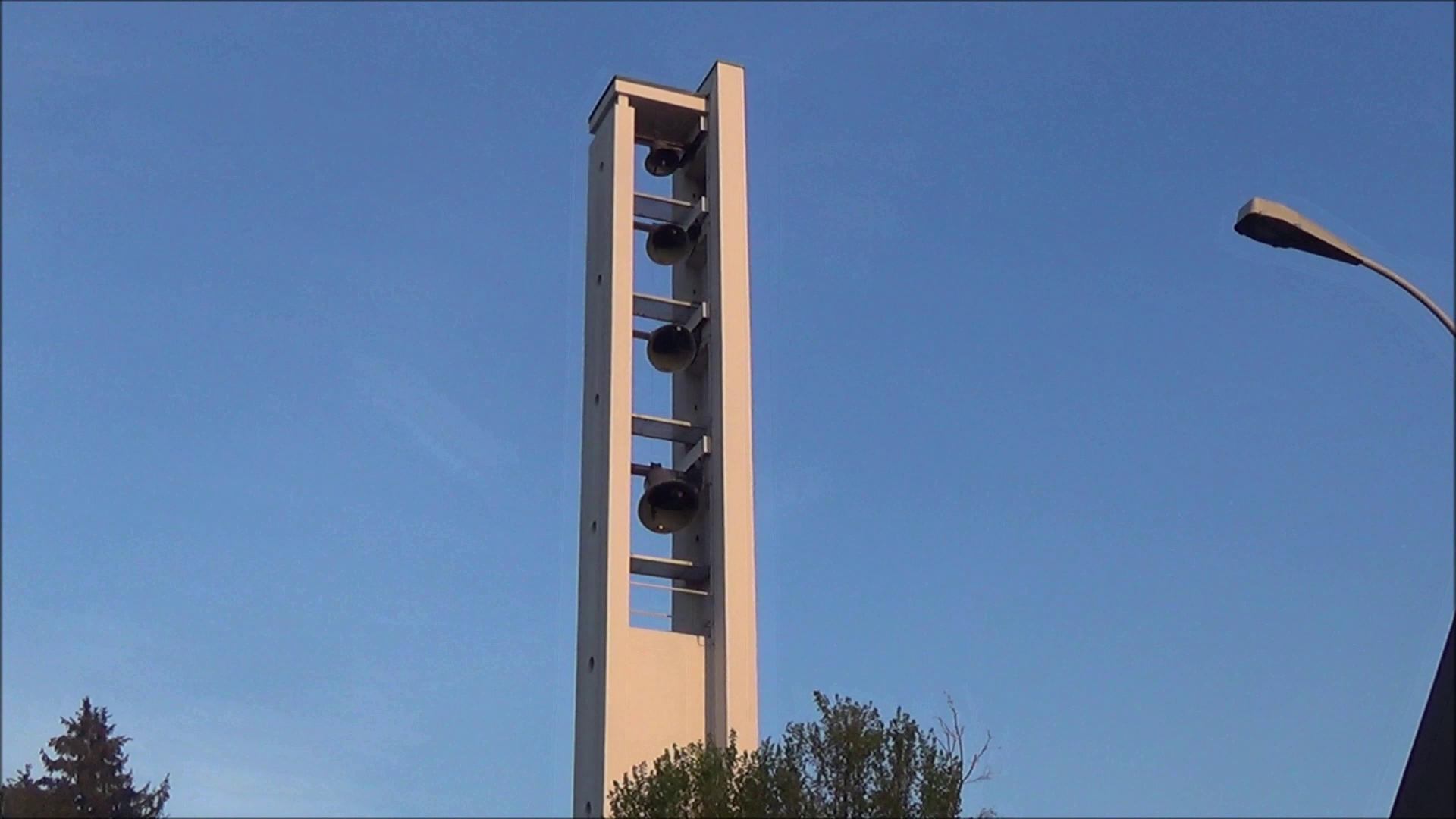
Glockenläuten bei der Zwinglikirche in Dulliken
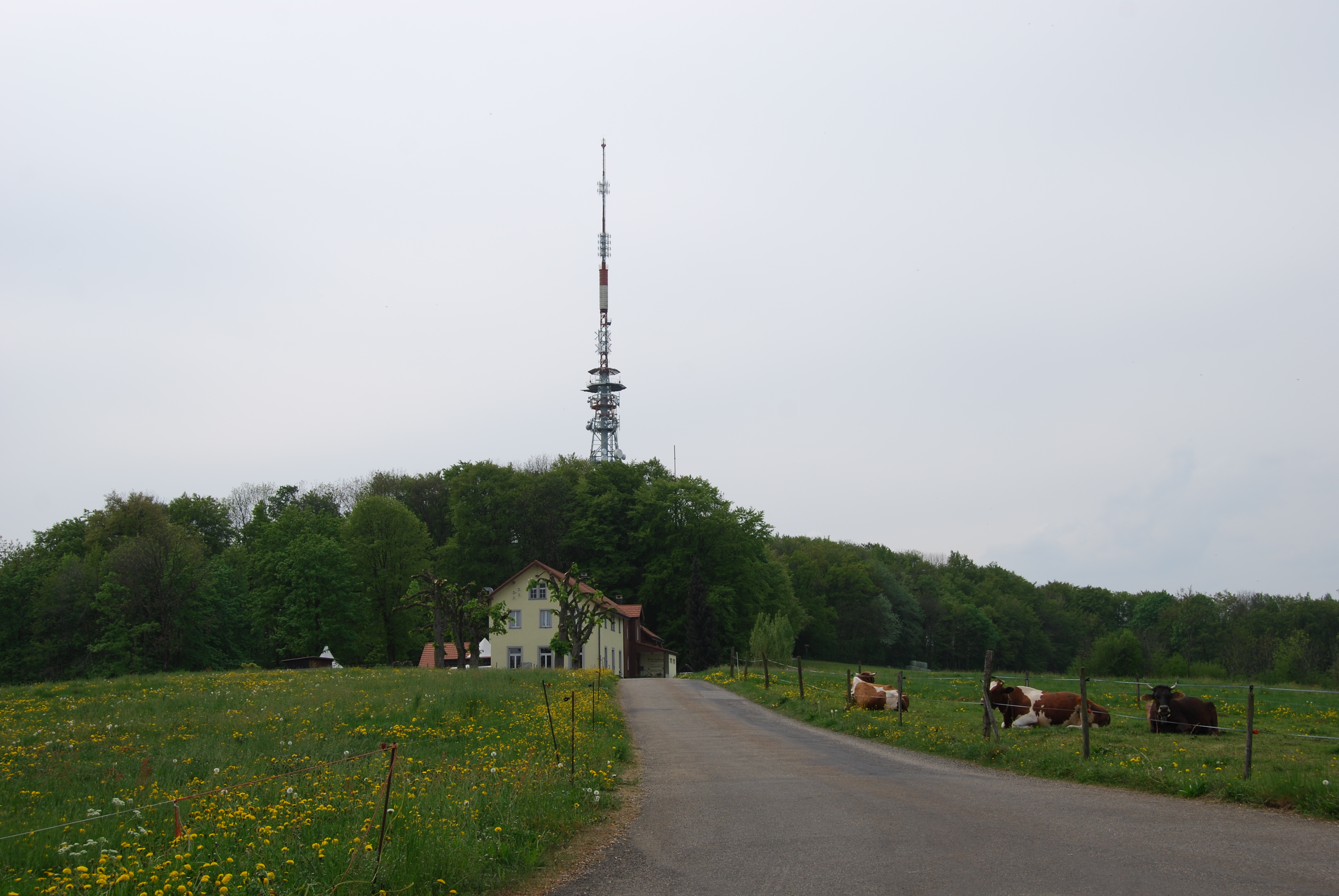
Engelberg mit Sendeturm
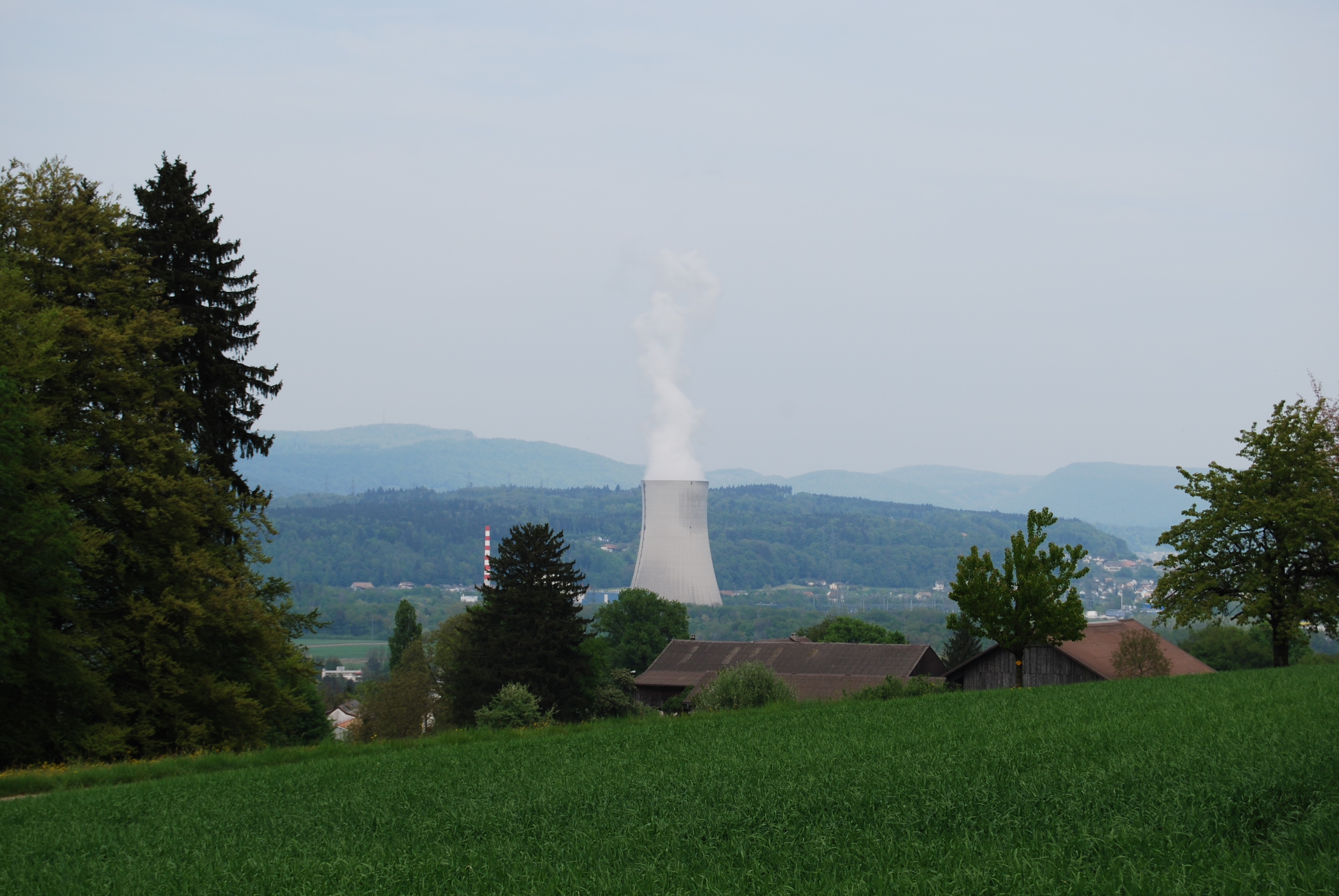
Blick auf das Atomkraftwerk Gösgen vom Abhang des Engelberg oberhalb von Dulliken
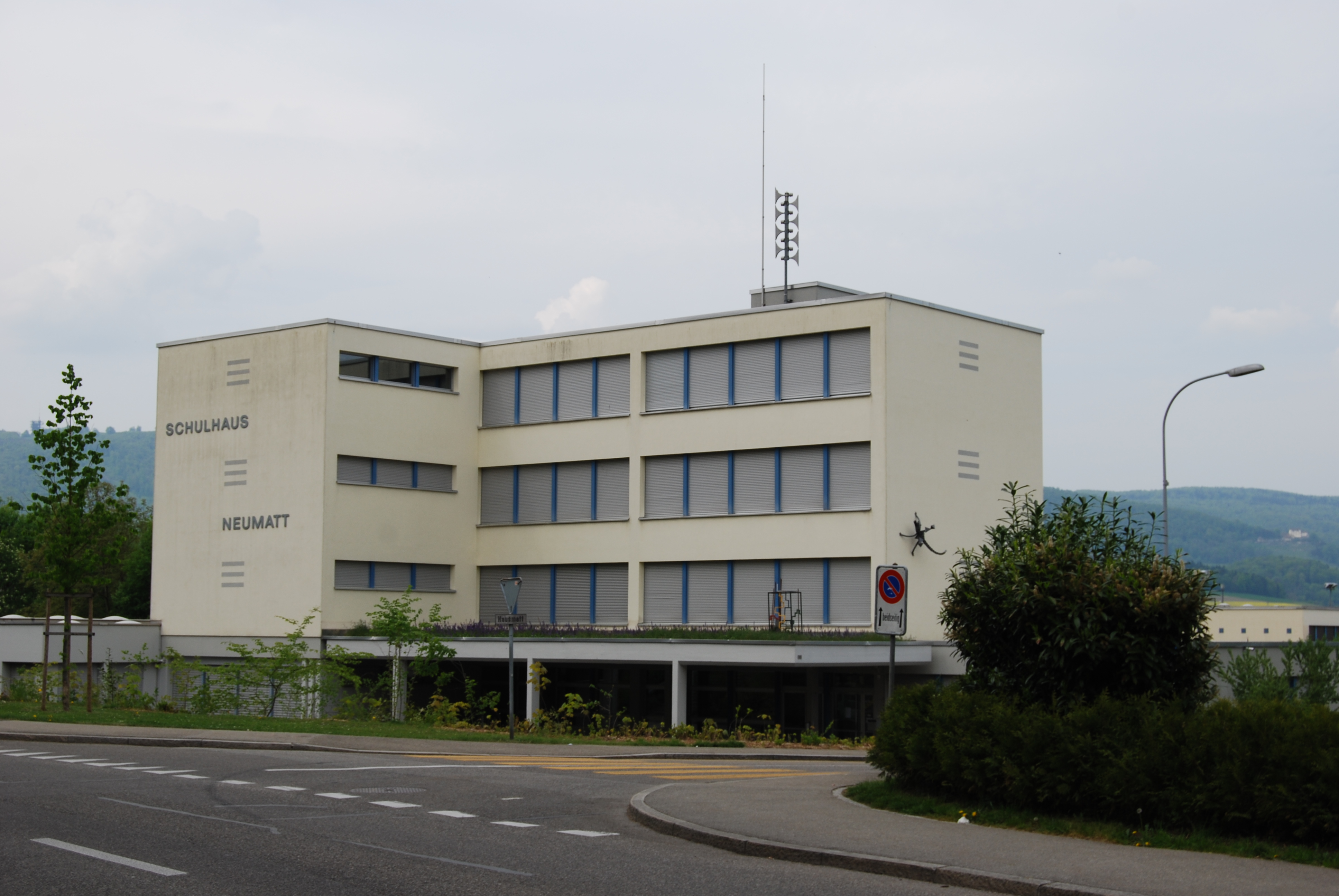
Schulhaus Neumatt
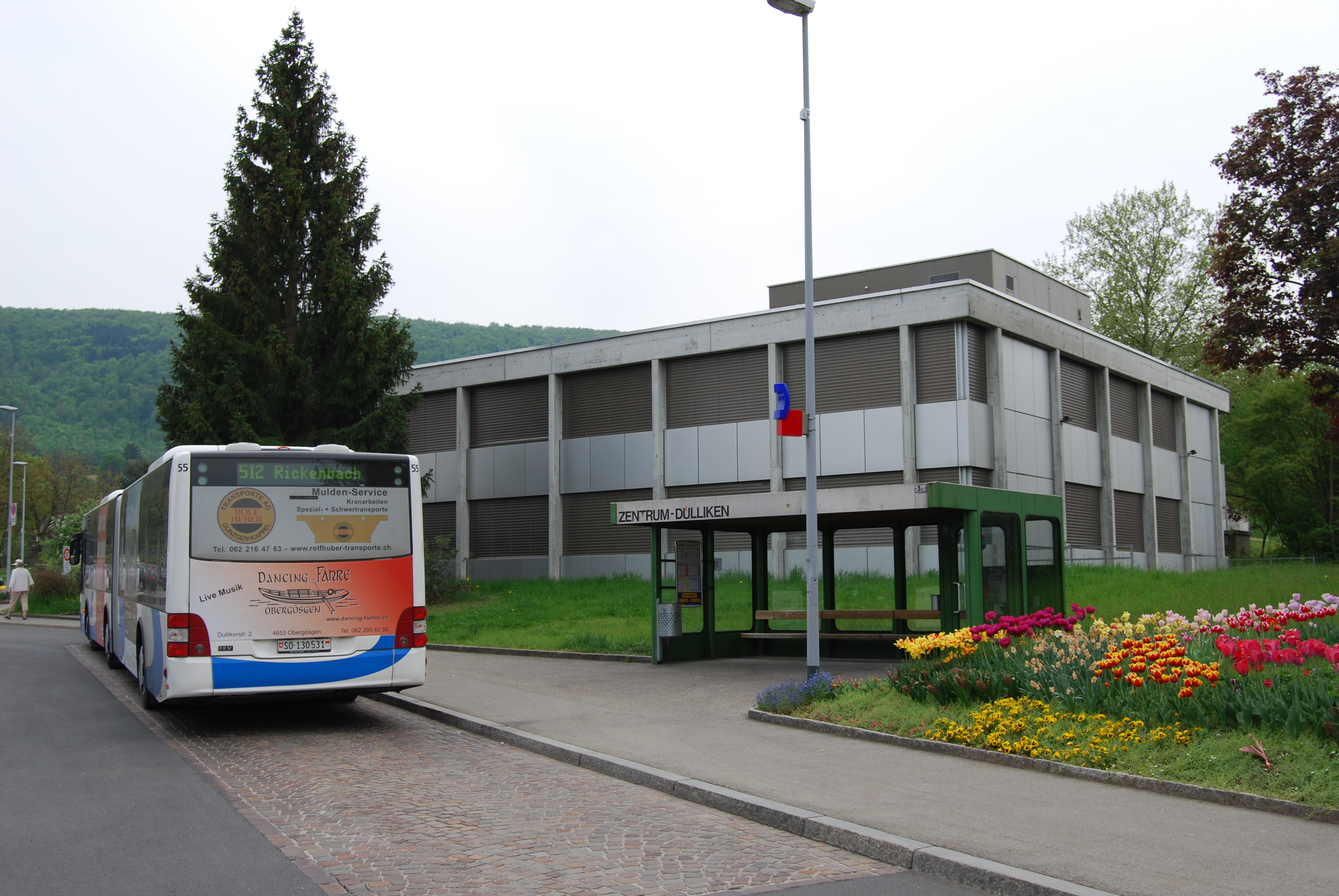
Dulliken Zentrum
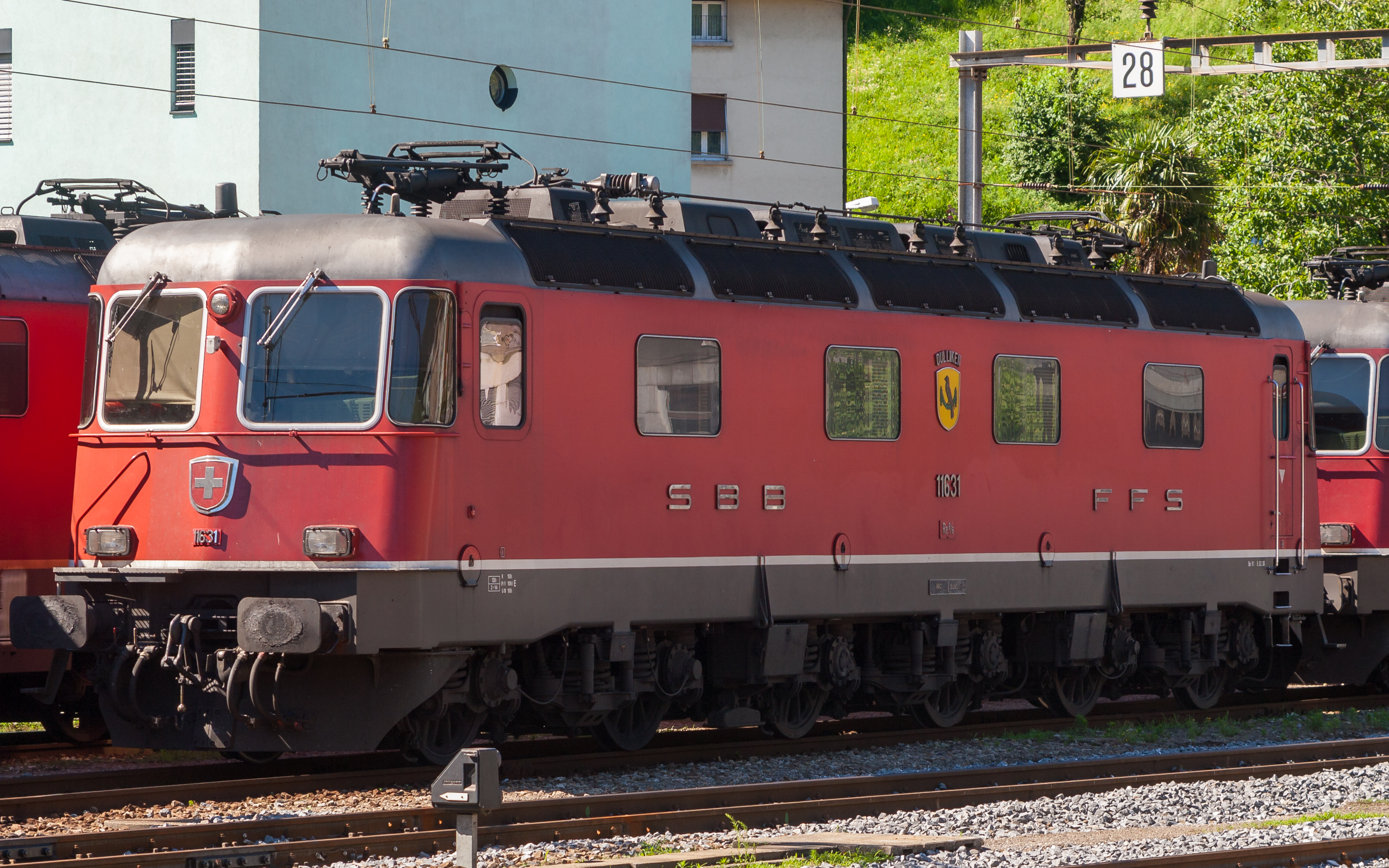
Re 6/6 Nr. 11631 "Dulliken"

## Wappen
Blasonierung
In Gelb auf grüner Girlande stehende schwarze, rechtsgewendete Dohle
Das Wappen hat seinen Ursprung in der irrtümlichen Herleitung des Ortsnamens von der Tierbezeichnung Dohle.

## Partnerschaft
- Ammerndorf in Bayern, seit 1996[6]